# Liste der Stolpersteine im Landkreis Calw
Die Liste der Stolpersteine im Landkreis Calw enthält die Stolpersteine, die vom Kölner Künstler Gunter Demnig im Landkreis Calw verlegt wurden. Stolpersteine erinnern an das Schicksal der Menschen, die von den Nationalsozialisten ermordet, deportiert, vertrieben oder in den Suizid getrieben wurden. Sie liegen im Regelfall vor dem letzten selbst gewählten Wohnsitz des Opfers.
Die erste Verlegung in diesem Landkreis erfolgte am 5. September 2013 in Althengstett durch den Künstler persönlich.

## Verlegte Stolpersteine

### Althengstett
In Althengstett wurde bisher ein Stolperstein verlegt. Initiiert wurde der Stolperstein von der Familie Weber, Bewohner des Hauses Hengstetter Straße 2.
| Stolperstein | Inschrift | Verlegeort             | Name, Leben |
| ------------ | --- | ---------------------- | --- |
|              | HIER WOHNTE HELMUT GROSSHANS JG. 1927 EINGEWIESEN DIAKONIE STETTEN 'VERLEGT' 10.9.1940 GRAFENECK ERMORDET 10.9.1940 AKTION T4 | Hengstetter Straße 2 · | Helmut Grosshans wurde am 9. Mai 1927 in Calw geboren. Seine Eltern waren Johann Grosshans und Bertha. Als er drei Jahre alt war, hat die Nervenklinik Tübingen „leichte Debilität“ bei ihm diagnostiziert. Er besuchte den Kindergarten, die Grundschule aber nur vier Monate, da er „schwachsinnig und bildungsunfähig“ gewesen wäre. Im Jahr 1935 wurde er in die „Heil- und Pflegeanstalt für Schwachsinnige und Epileptische im Remstal“ eingewiesen, seine Eltern holten ihn aber nach einem halben Jahr wieder zu sich nach Hause. Drei Jahre später stellten seine Eltern einen Antrag auf Einweisung, wohl in der Hoffnung, dass ihr Sohn so besser gefördert werden würde in seiner Entwicklung. Er kam wieder in dieselbe Anstalt im Remstal. Bei Tests fällt er durch, so kann er auf Fotos Adolf Hitler und Hermann Göring nicht voneinander unterscheiden. Helmut Grosshans wurde am 10. September in die Tötungsanstalt Grafeneck überstellt und noch am selben Tag, wahrscheinlich durch Vergasung, ermordet. Seine Eltern haben den Leichnam nie erhalten, vermutlich wurde er verbrannt. |

### Enzklösterle
In Enzklösterle wurden bisher zwei Stolpersteine an einer Adresse verlegt.
| Stolperstein | Inschrift | Verlegeort    | Name, Leben                                  |
| ------------ | --- | ------------- | -------------------------------------------- |
|              | JÄGERWEG 23 WOHNTE AUREL RADOWITZ JG. 1875 1941 ZWANGSVERKAUF DES HOTELS DEPORTIERT 1942 AUSCHWITZ ERMORDET 5.11.1942            | Jägerweg 23 · | Aurel Radowitz (1875–1942)                   |
|              | JÄGERWEG 23 WOHNTE MARTHA RADOWITZ GEB. MÜCKE JG. 1884 1941 ZWANGSVERKAUF DES HOTELS AUSGEGRENZT/DRANGSALIERT MIT HILFE ÜBERLEBT | Jägerweg 23 · | Martha Radowitz, geborene Mücke, (1884–1952) |

### Nagold
In Nagold wurden am 18. Oktober 2024 fünf Stolpersteine verlegt. 

## Verlegungen
- 5. September 2013: Althengstett
- 17. Mai 2021: Enzklösterle (vor Juli 2022 Umbettung)[3]
- 18. Oktober 2024: Nagold[4]